# Visegrád Battlegroup
De Visegrád Battlegroup of V4 EU Battlegroup is een EU-battlegroup geleid door Polen, waaraan de andere landen van de Visegrádgroep – Tsjechië, Slowakije en Hongarije – en Oekraïne ook meedoen. Zij zal paraat staan van 1 januari tot 30 juni 2016 en van 1 juli tot 31 december 2019.

## Geschiedenis
Op 12 mei 2011 zei de Poolse minister van defensie Bogdan Klich dat Polen de nieuwe EU-battlegroup van de Visegrádgroep zou leiden. Het besluit werd genomen op de vergadering van de V4-defensieministers in Levoča en de battlegroup zou paraat staan in de eerste helft van 2016. De ministers werden het ook eens dat de legers van de V4 regelmatig oefeningen zouden moeten houden onder auspiciën van de NATO Response Force, waarbij de eerste oefening in Polen in 2013 diende te worden gehouden. De battlegroup zou uit de V4-leden en Oekraïne bestaan.
Op 14 maart 2014 tekenden de V4 een pact voor een gezamenlijk militair verbond binnen de Europese Unie in reactie op de Russische militaire interventie in Oekraïne. De overeenkomst hield onder meer gezamenlijke militaire oefeningen in, gecoördineerde defensieaanschaf en -opbouw van de vier Centraal-Europese landen. In de Verklaring van Bratislava van 9 december 2014 stelden de V4 dat vanwege "Ruslands agressieve acties tegen Oekraïne (...) de V4-landen hun nationale posities zullen coördineren om de inspanningen om Oekraïne te steunen te maximaliseren", waarbij ze Oekraïnes deelname aan de Visegrád Battlegroup in de eerste helft van 2016 bevestigden. Op Pools voorstel kwamen de V4 overeen "om nog een V4 EU Battlegroup te vormen in het tweede semester van 2019". De V4 overwegen de Battlegroup als permanente eenheid te houden na 2016, hetgeen een precedent zou scheppen. De Battlegroup wordt gezien als 'vlaggenschip' van geïntensiveerde toekomstige "systematische defensieplanning, oefeningen en mogelijk zelfs aanschaf en onderhoud" tussen de V4.

## Samenstelling en uitrusting
Oorspronkelijk, voordat Oekraïne erbij kwam, zou de Battlegroup bestaan uit ongeveer 2500 troepen: zo'n 1200 Polen, 700 Tsjechen, 450 Hongaren en 400 Slowaken.